# Macrocarpaea stenophylla
Macrocarpaea stenophylla är en gentianaväxtart som beskrevs av Ernest Friedrich Gilg. Macrocarpaea stenophylla ingår i släktet Macrocarpaea och familjen gentianaväxter. Inga underarter finns listade i Catalogue of Life.